# Rue Raikem
La rue Raikem est une artère du centre de la ville de Liège (Belgique) située entre le boulevard Frère-Orban et l'avenue Rogier.

## Odonymie
Cette artère rend hommage à Jean-Joseph Raikem, né le 28 avril 1787 à Liège, où il meurt le 24 janvier 1875, avocat et homme d’État belge, vice-président du Congrès national en 1830.

## Situation et description
Cette large rue rectiligne et arborée, mesurant environ 105 m, a été percée en 1879 dans le quartier des Terrasses. Elle se situe à moins de 100 m de la rive gauche de la Meuse et a surtout une fonction résidentielle.

## Patrimoine
La plupart des immeubles anciens (fin du XIXe siècle) de la rue sont repris sur la liste du patrimoine immobilier classé de Liège depuis 1998. Il s'agit des nos  impairs : 3, 5, 9, 11, 13, 15, 17, 19 et 21 et pairs : 6, 8, 10, 12, 14, 16, 18 et 20. Il s'agit de maisons de maître de style éclectique, à dominante néo-classique ou néo-Renaissance, possédant souvent une loggia rectangulaire placée au premier étage. Par contre, les quatre immeubles d'angle sont des constructions modernes.

## Voies adjacentes
- Boulevard Frère-Orban
- Avenue Rogier
- Avenue Blonden
- Boulevard d'Avroy

### Source et bibliographie
- Yannik Delairesse et Michel Elsdorf, Le nouveau livre des rues de Liège, Liège, Noir Dessin Production, 2008, 512 p. (ISBN 978-2-87351-143-2 et 2-87351-143-5, présentation en ligne), page 356